# Považská Bystrica (stacja kolejowa)
Považská Bystrica (słow: Železničná stanica Považská Bystrica) – stacja kolejowa w miejscowości Powaska Bystrzyca, w kraju trenczyńskim, na Słowacji.
Znajduje się na zelektryfikowanej linii 120 Bratislava – Žilina.

## Linie kolejowe[1]
- Linia 120 Bratislava – Žilina